# Stadionul Emirates
Emirates  este un stadion de fotbal din Londra, Anglia deschis în iulie 2006. Stadionul are o capacitate de 60.355 de locuri, ceea ce-l face al treilea stadion după capacitate din Premier League, după Old Trafford din Manchester și Tottenham Hotspur Stadium. Stadionul a costat 430 milioane de lire sterline.

## Meciuri internaționale găzduite
| 3 September 2006 | Brazilia               | 3–0    | Argentina | London                                                                        |  |
| 16:00 BST        | Elano 3', 67' Kaká 89' | Report |           | Stadion: Emirates Stadium Spectatori: 59,032 Arbitru: Steve Bennett (England) |  |

| 5 February 2007 | Brazilia | 0–2    | Portugalia             | London                                                                          |  |
| 20:00 GMT       |          | Report | Simão 82' Carvalho 90' | Stadion: Emirates Stadium Spectatori: 59,793 Arbitru: Martin Atkinson (England) |  |

| 26 March 2008 | Brazilia | 1–0    | Suedia | London                                                                     |  |
| 19:45 GMT     | Pato 72' | Report |        | Stadion: Emirates Stadium Spectatori: 60,021 Arbitru: Mike Riley (England) |  |

| 9 February 2009 | Brazilia              | 2–0    | Italia | London                                                                      |  |
| 19:45 GMT       | Elano 13' Robinho 27' | Report |        | Stadion: Emirates Stadium Spectatori: 60,077 Arbitru: Howard Webb (England) |  |

| 2 March 2010 | Brazilia                       | 2–0    | Republica Irlanda | London                                                                    |  |
| 20:05 GMT    | Andrews 44' (o.g.) Robinho 76' | Report |                   | Stadion: Emirates Stadium Spectatori: 40,082 Arbitru: Mike Dean (England) |  |

| 27 March 2011 | Brazilia               | 2–0    | Scoția | London                                                                      |  |
| 14:00 GMT     | Neymar 42', 77' (pen.) | Report |        | Stadion: Emirates Stadium Spectatori: 53,087 Arbitru: Howard Webb (England) |  |